# Château de Pontevès
Château de Pontevès ist die Ruine einer Höhenburg in der Gemeinde Pontevès im provencalischen Département Var. Es liegt auf einer etwa 390 Meter hohen Anhöhe am östlichen Ortsrand mit freier Sicht nach Norden und Osten.
Als Bauherr und erster Herrscher wird heute Barral de Pontevès (1229–1275) genannt, der um 1260 mit seiner Frau Isabelle de Baux, Tochter von Amiel de Baux vom Adelsgeschlecht Les Baux, hier residierte. Die beiden Nachbargemeinden Cotignac und Barjols, die inzwischen viel bedeutender als Pontevès sind, wurden zu dieser Zeit von Château Pontevès regiert. Während von diesem Bauwerk der Einfluss nur über eine relativ kurze Zeitspanne von vielleicht dreihundert Jahren ausging, weil andere Regierungsgebäude bevorzugt wurden, strahlte der Familienname wesentlich länger auf die Politik dieses in der frühen Familiengeschichte zum Heiligen Römischen Reich gehörenden Landstriches aus. Die Familie Pontevès gehörte zum Französischen Adel. Das Schloss ist von dem Château des Pontevès in Hyères zu unterscheiden.

## Geschichte
Obwohl eine Ersterwähnung des Schlosses schon für das Jahr 1021 belegt ist, wird der heutige Baubestand auf das 13. Jahrhundert datiert. Zu den Besitztümern der Familie Pontevès gehörte nach der Heirat von Douceline de Fouques mit Isnard d'Agoult, die mit der Nebenlinie Pontevès-Bargème eine von insgesamt 20 weiteren begründeten, die Landfläche zwischen Barjols und Brignoles bis hin zur etwa 25 Kilometer nordöstlich gelegenen Gemeinde Bargème. Der 1859 verstorbene, französische Schriftsteller Borel d’Hauterive vermutete gar, Vicomte Guillaume I de Marseille, der 992 die Sarazenen aus der Provence vertrieb, sei ein Stammvater der Familie.
Bekanntheit erlangte die Adelsfamilie Pontevès im frühen 13. Jahrhundert, als sie in die Famille d'Agoult einheiratete. Ihr erstes Kind Foulques de Pontevès kam 1215 zur Welt. Im Laufe der Generationen folgten viele bemerkenswerte Herrscher, die die Macht der Familie festigen konnten.
Während der Hugenottenkriege herrschte Jean-Baptiste de Pontevès (1505–1579) von der Burg Bargème aus, der als tyrannisch beschrieben wird. 1578 wurde Jean-Baptiste wegen einer räuberischen Plünderung des Dorfes Callas angeklagt. Er und sein Sohn Balthasar drohten, das Dorf zu vernichten, wenn die Dorfbewohner die Klage nicht zurücknähmen. In einem Hinterhalt gelang es den Dorfbewohnern, ihn zu töten. 1595 kehrte Antoine de Pontevès als ein Nachfahre Jean-Baptistes in die Burg zurück, wurde aber während der Messe vor dem Hochaltar von der immer noch aufgebrachten Bevölkerung ermordet. Der Herrschaftssitz in Bargème hatte seine Bestimmung verloren und verfiel seitdem.
Der Hauptstamm der Familie Pontevès regierte in dieser Zeit von ihrem Familiensitz aus über viele Generationen hinweg.
Nach dem Verkauf des Châteaus 2007 an eine niederländische Immobiliengesellschaft zum Preis von 46.000 Euro stand es 2010 erneut zum Verkauf und wurde für 92.000 Euro an die Force 8 SCI veräußert. Das durch die Gemeinde vorgelegte Vorkaufsrecht wurde vom Käufer angefochten und blieb vor Gericht im Dezember 2010 und vor dem Appellationsgericht in Marseille im April 2011 erfolglos.

## Lage und Baubeschreibung
Die Burgstätte von Pontevès wurde bereits vor 1471 verlassen und nie wieder zu Wohnzwecken bezogen, blieb aber bis zum Ende des Ancien Régime bedeutsam: sein ziemlich weitläufiges Territorium (es umfasste die westliche Hälfte von Gros Bessillon) mit der Flurbezeichnung Rognette (weite Ebene nach Osten) bildete ein separates Lehen von Sabran-Baudinard. Die Umfassungsmauer des Castrums hatte zu Beginn des 20. Jahrhunderts noch immer nahezu ihre ursprüngliche Höhe.
Der Hügel mit abgeflachtem Rumpf, vielleicht einer Motte, einer Fläche von 3000 m2 und einer Höhe von 393 m besitzt als Berg keine Eigenständigkeit, sondern ist der nordwestliche Ausläufer (Vallon de la Colle genannt) des Kleinen Bessillon. Auf dem Gipfel sind noch Ruinen des Schlosses sichtbar: Die rautenförmigen Außenmauern sind teilweise erhalten oder wieder ergänzt worden, an den vier Ecken überragen die runden, markanten Türme die Umgebungsmauern zum Teil deutlich. Der Zugang erfolgt von Süden her durch einen aus Backstein gemauerten Triumphbogen in der ansonsten schmucklosen Bruchkalksteinmauer.